# Stenblomman
Stenblomman är en balett av den ryske tonsättaren Sergej Prokofjev. Den komponerades mellan åren 1948 och 1953 och bygger på en rysk folksaga från Pavel Bazjovs bok Malachitovaja Sjkatulka. Baletten är Prokofjevs åttonde och sista, och avslutade hans trilogi av traditionella ryska baletter.
Stenblomman koreograferades 1957 av den ryske dansaren och koreografen Jurij Grigorovitj.